# 단백질 티로신 키네이스
단백질 티로신 키네이스(Protein Tyrosine Kinase, PTK)는 단백질 속의 티로신 잔기를 인산화하는 효소이다. 단백질 키네이스의 일종.
단백질 티로신 키네이스는 세포의 분화, 증식, 대사, 사멸 같은 많은 프로세스에 관여하고 있다. 이러한 경로의 결함은, 암 같은 질환을 유발할 수 있다.
막형 단백질 티로신 키네이스는 ErbB 수용체로도 알려져 있다.